# Geoffroea
Geoffroea är ett släkte av ärtväxter. Geoffroea ingår i familjen ärtväxter.
Kladogram enligt Catalogue of Life:
| Geoffroea | \| \| Geoffroea decorticans \| \| \| \| \| \| Geoffroea spinosa \| \| \| \| |
|           | \| \| Geoffroea decorticans \| \| \| \| \| \| Geoffroea spinosa \| \| \| \| |
|           | Geoffroea decorticans                                                       |
|           |                                                                             |
|           | Geoffroea spinosa                                                           |
|           |                                                                             |

## Bildgalleri

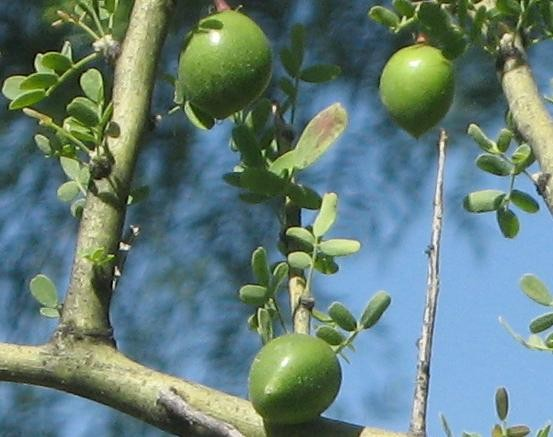